# Trails of Tears
Trails of Tears ist ein Jazzalbum von Jacques Coursil. Die vom Mai 2007 bis Februar 2008 in Belleville, New Jersey, in Montreuil und in Fort-de-France, Martinique, entstandenen Aufnahmen erschienen 2010 auf Sunnyside Records.

## Hintergrund
Coursils Album Trails of Tears ist eine musikalische Suite, die von den erzwungenen Vertreibungen mehrerer Kulturen im Laufe der menschlichen Zivilisation inspiriert wurde. Der Titel bezieht sich direkt auf die Umsiedlung von Indianern im 19. Jahrhundert, aber Coursil verweist auch ausdrücklich auf die „Mittlere Passage“ von Sklaven, die von Afrika nach Amerika transportiert wurden. „Der Völkermord an den [amerikanischen] Indianern ist die Geschichte der Welt“, sagt er, „nicht nur die Geschichte der Indianer oder der Schwarzen.“ Die Mittlere Passage sei nicht die Geschichte von Schwarzen; es sei die Geschichte der Welt, weil sie nicht alleine auf den Booten waren. „Jedes Mal, wenn jemand leidet, gibt es jemanden, der ihn leiden lässt. Es ist eine gemeinsame Geschichte, genauso wie deine Geschichte [oder] meine Geschichte.“
Trails of Tears wurde in den frühen 1970er Jahren konzipiert, als Coursil einige Zeit unter den Sioux in South Dakota verbrachte und die Geschichte vom Pfad der Tränen erzählt bekam. „Ich war während der Geburt der indianischen Bewegung dort“, erinnerte er sich, „und ich war tief beeindruckt von der Ernsthaftigkeit der Menschen, die nicht viel reden. Aber wenn sie etwas sagen, wiegt es schwer. Es gibt viele Bücher darüber, aber das ist nichts im Vergleich zu Leuten, die mir Stück für Stück erzählen. Der Musiker übersetzt immer in Musik, was er sieht und hört, riecht und erlebt. Anstatt daraus eine Theorie zu machen, habe ich Musik gemacht.“
Zu Jacques Coursils Stücken auf Trails of Tears, die den Kolonialismus in Amerika kommentieren, gehört „Gorée“. Diese Komposition selbst ist ein strenges Klagelied über die Geschichte der Sklaverei am westlichsten Punkt Afrikas, das einst das Zentrum des Sklavenhandels war. Von Gorée aus kauften weiße Kolonialisten Afrikaner als Sklaven und transportierten sie von diesem Punkt in Westafrika nach Südamerika, insbesondere nach Brasilien sowie in die Karibik und in die heutigen kontinentalen USA.
Trails of Tears enthält Aufnahmen von drei verschiedenen Studiosessions; „The Removal, Act I“ entstand in Belleville, New Jersey, im Mai 2007. Mit Jacques Coursil (Trompete) spielten Perry Robinson (Klarinette), Mark Whitecage (Altsaxophon), Bobby Few (Piano), Alan Silva (Kontrabass) und Sunny Murray (Schlagzeug); Arrangeur der Session war Jeff Baillard. Die Stücke „The Removal, Act II“, „Goree“ und „The Middle Passage“ spielte Coursil in Montreuil im Januar 2008 und in Fort-de-France, Martinique, im Januar 2009 mit Bobby Few und José Zébina (Schlagzeug) ein; als Arrangeur fungierte François Lê Xuân. Bei den letzten Sessions in Fort-de-France, Martinique, im Januar und Februar 2009 nahm Jacques Coursil mit Jeff Baillard (Keyboards, E-Piano, Arrangement), Alex Bernard (Bass) und José Zébina (Schlagzeug) die drei Titel „Nunna Daul Sunyi“, „Tagaloo, Georgia“ und „Tahlequah, Oklahoma“ auf.

## Titelliste
- Jacques Coursil: Trails of Tears (Sunnyside Communications SSC 3085)

1. Nunna Daul Sunyi  7:08
2. Tagaloo, Georgia  4:47
3. Tahlequah, Oklahoma  3:10
4. The Removal (Act I)  11:26
5. The Removal (Act II)  6:10
6. Gorée  4:35
7. The Middle Passage  2:42

- Alle Kompositionen stammen von Jacques Coursil.

## Rezeption
Nach Ansicht von Raul D’Gama Rose, der das Album in All About Jazz rezensierte, sind auf „Nunna Daul Sunyi“ die Tränen von Anfang an (dt. den Pfaden, auf denen wir geweint haben) zu hören. Coursils „einzigartige Dekonstruktion der Sprache der Trompete und die anschließende Wiederherstellung“ liege irgendwo zwischen dem knurrenden Dschungel-Rap von Bubber Miley und Rex Stewart sowie Coursils eigenen kreolischen Vokalisationen mit Zunge und Wangen. Trails of Tears sei das Werk eines Musikers mit einem magischen, polierten Horn, der „mit Kopf und Schultern“ über den meisten Trompetern steht, die heute ihr Handwerk übten. Das Album sei eine bewegende Klage, das eine der schlimmsten Vertreibungen der amerikanischen Ureinwohner widerspiegelt und der Vertreibung der afrikanischen Diaspora unheimlich ähnlich sei. „Diese Musik beschreibt die Klage eines Volkes – der Cherokee, die zwischen 1830 und 1839 gezwungen waren, ihre traditionellen Heimatländer in Georgia, Alabama und Tennessee zu verlassen, ein Schlag ins Gesicht eines der zivilisiertesten, loyalsten amerikanischen Ureinwohner sogenannte Kolonialregierung. Die Geschichte dieser herzzerreißenden Wanderung werde in der bemerkenswerten und dramatischen Klage in sieben Teilen lebendig. Dies sei Coursils musikalischer Kreuzweg, der sich wie eine scharfe Liturgie entfalte, vergleichbar Wynton Marsalis’ From the Plantation to the Penitentiary (Blue Note, 2007) oder  natürlich Beaver Harris’ und Don Pullens wegweisender Arbeit auf dem Album A Well Kept Secret von 1984.“
Shaun Brady schrieb in JazzTimes, Coursils Reaktion auf die Geschichten der Indianer spiegele sich hauptsächlich in dem eigenwilligen Klang seiner Trompete wider, „einem flatternden, atemlosen Ton, der in Empathie mit der Arbeit und Anstrengung des langen Marsches reagiere. Der Großteil der CD wurde mit einem Quartett mit dem Keyboarder Jeff Baillard aufgenommen, der Coursils Wehklagen luftige Landschaften biete.“
Nach Ansicht von Jake Zaslav, der das Album in seiner Serie A Year in Albums besprach, zeige Trails of Tears, „wie schön und melodisch freie Improvisation sein kann.“ Coursil habe „eine so unglaubliche Kontrolle über die Trompete und ist in der Lage, Töne auf dem Horn zu erzeugen, die ich nicht einmal ausloten kann.“